# Sparbankernas Riksförbund
Sparbankernas Riksförbund är en samarbetsorganisation för sparbanker samt före detta sparbanker som ombildats till bankaktiebolag. Organisationen grundades 1985 som Fristående sparbankers riksförbund för att tillvarata mindre och medelstora sparbankers intressen. Förbundet fick sitt nuvarande namn 2005.
Svenska sparbanksföreningen som grundats 1901, var en annan samarbetsorganisation för sparbanksväsendet, men denna uppgick i Sparbanken Sverige vid bildandet 1992. De flesta sparbankerna valde dock att fortsätta detta samarbete och har fortfarande idag ett omfattande samarbete med Swedbank.
Sparbankernas Riksförbund möjliggör samarbete mellan banker oberoende av deras samarbete med Swedbank, och innefattar även sparbanker som inte har någon koppling till Swedbank. Swedbank som har rötter i sparbanksrörelsen är inte själv medlem, men har dotterbolag och andra bankaktiebolag som man är delägare i vilka är medlemmar i organisationen. Bankaktiebolag som är medlemmar har helt eller delvis en sparbanksstiftelse som ägare.
Förbundet utgör även förhandlingsmotpart för sparbankerna gentemot Swedbank, för de av deras medlemmar som valt att ingå i denna form av samarbete.